# Monalanong Hill
Der Monalanong Hill ist ein Berg mit einer aus SRTM-Daten abgeleiteten Höhe von 1494 Metern, der oft als die höchste Erhebung Botswanas angesehen wird. Er liegt südwestlich des Dorfes Mogonye im äußersten Westen des botswanischen Südlichen Distrikts.
Auch der Otse Hill (1491 m) oder der zu den Tsodilo-Hügeln gehörende Nxum Ngxo bzw. Male Hill (1395 m) werden oft als höchster Punkt Botswanas genannt.
Laut Eric Gilbertson, einem Hobby-Bergsteiger, der beabsichtigt, möglichst viele höchste Punkte der Länder der Erde zu besteigen und 2015 den Gipfel des Berges erklomm, könnte der Monalanong Hill Teil des 2014 eröffneten Mmatshwane Gorge Park sein, der seinen Namen von einer Schlucht in der Nähe des Berges hat. Er beschrieb den Berg als „im Grunde ein großes Plateau mit Felsen an den meisten Seiten“; ein Grat habe dennoch einen leichten Aufstieg durch die Felsen ermöglicht.